# Sematophyllum borneense
Sematophyllum borneense là một loài Rêu trong họ Sematophyllaceae. Loài này được (Broth.) P. Câmara miêu tả khoa học đầu tiên.